# Ottó
Ottó est un prénom hongrois masculin.

## Étymologie
Le nom est à l'origine une forme abrégée de noms qui commencent par le mot vieux haut-allemand "ot" (possession, héritage), comme Otfried, Ottokar.

## Équivalents
- Udo, Ute, Odo
- Othon
- Otello, Ottilie
- Ottfried, Ottmar
- Odilo, Odilon, Odile

## Personnalités portant ce prénom
- Ottó Bláthy (1860-1939), ingénieur hongrois ;
- Ottó Boros (1929-1988), joueur de water-polo hongrois ;
- Otto de Habsbourg-Lorraine (1912-2011), archiduc d'Autriche, prince royal de Hongrie et de Bohême ;
- Ottó Herman (1835-1914), scientifique, archéologue et politicien hongrois.

## Fête
Les Otto sont fêtés le 2 juillet, et parfois le 16 janvier, le 23 février, le 23 mars, le 22 septembre ou le 18 novembre.